# Jane Collins
Jane Collins (ur. 17 lutego 1962 w Pontefract) – brytyjska polityk, działaczka Partii Niepodległości Zjednoczonego Królestwa, posłanka do Parlamentu Europejskiego VIII kadencji.

## Życiorys
Pochodzi z górniczej rodziny w Yorkshire. Została etatową działaczką partyjną i jej regionalną koordynatorką, współpracowała z europosłem Godfreyem Bloomem. W wyborach w 2010 kandydowała do Izby Gmin w okręgu Scunthorpe (4,6%). Dwukrotnie następnie wystartowała w wyborach uzupełniających – w 2011 w okręgu Barnsley Central (12,2%) i w 2012 w okręgu Rotherham (24,8%). W pierwszym przypadku była pierwszym kandydatem swojego ugrupowania, który zajął drugie miejsce w wyborach do parlamentu w okręgu wyborczym. W drugim przypadku jej rezultat stanowił najwyższy indywidualny wynik procentowy kandydata UKIP w którymkolwiek okręgu wyborczym w Wielkiej Brytanii (jako pierwsza działaczka partii przekroczyła 20%). W 2013 otrzymała pierwsze miejsce na jednej z list regionalnych w wyborach europejskich w 2014. W głosowaniu z 22 maja 2014 uzyskała mandat eurodeputowanej VIII kadencji. W 2019 przeszła do nowego ugrupowania pod nazwą Brexit Party.